# Amtsgericht Stadtamhof

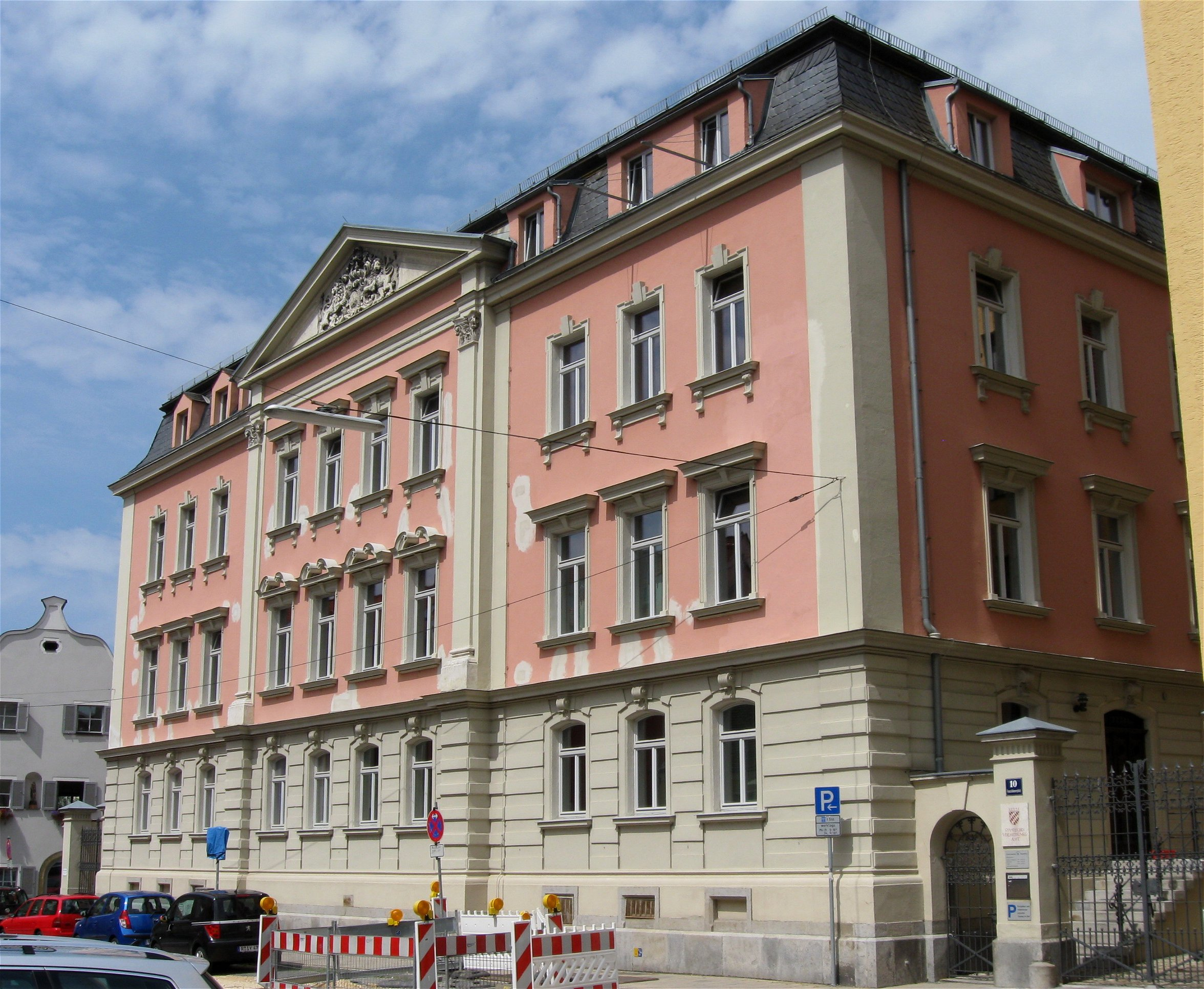
Ehem. Amtsgericht Stadtamhof am Franziskanerplatz 10 in Regensburg (2012)

Das Amtsgericht Stadtamhof war ein von 1879 bis 1932 bestehendes bayerisches Gericht der ordentlichen Gerichtsbarkeit mit Sitz im heutigen Regensburger Stadtteil Stadtamhof.

## Geschichte
Anlässlich der Einführung des Gerichtsverfassungsgesetzes am 1. Oktober 1879 kam es zur Auflösung des Landgerichts älterer Ordnung in Stadtamhof und zur Errichtung eines Amtsgerichts in Stadtamhof, dessen Sprengel aus
- dem Bezirk des gleichzeitig aufgehobenen Landgerichts Stadtamhof, bestehend aus den Gemeinden Burgweinting, Dechbetten, Donaustauf, Eilsbrunn, Graß, Graßlfing, Großberg, Großprüfening, Harting, Hohengebraching, Kareth, Karthaus-Prüll, Kleinprüfening, Kneiting, Matting, Neudorf, Oberhinkofen, Oberisling, Obertraubling, Oppersdorf, Pentling, Poign, Reinhausen, Sallern, Schwabelweis, Sinzing, Tegernheim, Weichs, Winzer und Ziegetsdorf[1],
- der bis dahin zum Landgerichtsbezirk Kelheim gehörenden Gemeinde Viehhausen,
- den zum vorigen Landgerichtsbezirk Hemau zählenden Gemeinden Eichhofen, Etterzhausen, Haugenried, Nittendorf und Schönhofen sowie
- den bis dato dem Stadtgericht Regensburg einverleibt gewesenen Gemeinden Stadtamhof und Steinweg

gebildet wurde. Die jeweils nächsthöheren Instanzen waren das Landgericht Regensburg und das Oberlandesgericht Nürnberg.
Durch die Eingemeindung von Karthaus-Prüll in die Stadt Regensburg am 1. Januar 1904 wurde dieses Gebiet vom Amtsgericht Stadtamhof abgetrennt und dem Amtsgericht Regensburg I zugeteilt.
Mit Wirkung vom 1. Juli 1932 wurde das Amtsgericht Stadtamhof aufgehoben und dessen Bezirk mit dem Bezirk des Amtsgerichts Regensburg vereinigt.

## Gebäude
Das Gebäude des Amtsgerichtes wurde 1893 erbaut am Ort des ehemaligen Franziskanerklosters St. Kassian. Das im Zuge der Säkularisation 1802 aufgelöste Kloster, wurde einige Jahre anderweitig genutzt. Im Jahre 1809 wurden die Gebäude im Laufe der Schlacht bei Regensburg beschädigt und später abgerissen. Im Jahre 1893 wurde dort am Franziskanerplatz 10 für das Amtsgericht ein  neobarockes Gebäude errichtet, das heute das staatliche Vermessungsamt beherbergt. Der dreigeschossige und gestelzte Mansardwalmdachbau mit übergiebeltem Mittelrisalit und Pilastergliederungen über gebändertem Erdgeschoss ist eingetragen in der Liste der Baudenkmäler in Regensburg-Stadtamhof.